# Liste der Naturdenkmale in Kuhnhöfen
Die Liste der Naturdenkmale in Kuhnhöfen nennt die im Gemeindegebiet von Kuhnhöfen ausgewiesenen Naturdenkmale (Stand 13. Juni 2024).

## Naturdenkmale
| Nr.         | Bezeichnung             | Lage                                         | Beschreibung | Bild            |
| ----------- | ----------------------- | -------------------------------------------- | ------------ | --------------- |
| ND-7143-496 | Eiche auf der Viehweide | nordwestlich des Ortes; Flur Weidenbach Lage | Quercus sp.  | Fotos hochladen |